# Rouvres (Eure i Loir)
Rouvres és un municipi francès, situat al departament de l'Eure i Loir i a la regió de Centre – Vall del Loira. L'any 2007 tenia 874 habitants.

## Demografia

### Població
El 2007 la població de fet de Rouvres era de 874 persones. Hi havia 336 famílies, de les quals 67 eren unipersonals (35 homes vivint sols i 32 dones vivint soles), 103 parelles sense fills, 150 parelles amb fills i 16 famílies monoparentals amb fills.
La població ha evolucionat segons el següent gràfic:
Habitants censats

### Habitatges
El 2007 hi havia 400 habitatges, 332 eren l'habitatge principal de la família, 52 eren segones residències i 16 estaven desocupats. 385 eren cases i 14 eren apartaments. Dels 332 habitatges principals, 293 estaven ocupats pels seus propietaris, 26 estaven llogats i ocupats pels llogaters i 14 estaven cedits a títol gratuït; 4 tenien una cambra, 8 en tenien dues, 52 en tenien tres, 94 en tenien quatre i 175 en tenien cinc o més. 262 habitatges disposaven pel capbaix d'una plaça de pàrquing. A 124 habitatges hi havia un automòbil i a 197 n'hi havia dos o més.

### Piràmide de població
La piràmide de població per edats i sexe el 2009 era:
| Homes | Edats   | Dones |
| ----- | ------- | ----- |
| 0     | 95 o +  | 0     |
| 1     | 90 a 94 | 2     |
| 2     | 85 a 89 | 4     |
| 3     | 80 a 84 | 4     |
| 7     | 75 a 79 | 12    |
| 14    | 70 a 74 | 23    |
| 16    | 65 a 69 | 16    |
| 19    | 60 a 64 | 21    |
| 24    | 55 a 59 | 20    |
| 42    | 50 a 54 | 34    |
| 26    | 45 a 49 | 26    |
| 39    | 40 a 44 | 37    |
| 36    | 35 a 39 | 27    |
| 26    | 30 a 34 | 32    |
| 16    | 25 a 29 | 17    |
| 20    | 20 a 24 | 11    |
| 25    | 15 a 19 | 22    |
| 26    | 10 a 14 | 28    |
| 26    | 5 a 9   | 24    |
| 17    | 0 a 4   | 26    |

## Economia
El 2007 la població en edat de treballar era de 589 persones, 442 eren actives i 147 eren inactives. De les 442 persones actives 415 estaven ocupades (234 homes i 181 dones) i 28 estaven aturades (14 homes i 14 dones). De les 147 persones inactives 51 estaven jubilades, 47 estaven estudiant i 49 estaven classificades com a «altres inactius».

### Ingressos
El 2009 a Rouvres hi havia 324 unitats fiscals que integraven 874 persones, la mediana anual d'ingressos fiscals per persona era de 23.734,5 €.

### Activitats econòmiques
Dels 35 establiments que hi havia el 2007, 3 eren d'empreses de fabricació d'altres productes industrials, 7 d'empreses de construcció, 8 d'empreses de comerç i reparació d'automòbils, 1 d'una empresa de transport, 2 d'empreses d'hostatgeria i restauració, 1 d'una empresa d'informació i comunicació, 3 d'empreses immobiliàries, 7 d'empreses de serveis, 1 d'una entitat de l'administració pública i 2 d'empreses classificades com a «altres activitats de serveis».
Dels 11 establiments de servei als particulars que hi havia el 2009, 1 era un taller de reparació d'automòbils i de material agrícola, 1 guixaire pintor, 3 fusteries, 1 lampisteria, 1 empresa de construcció, 2 restaurants i 2 agències immobiliàries.
L'únic establiment comercial que hi havia el 2009 era una botiga de menys de 120 m².
L'any 2000 a Rouvres hi havia 12 explotacions agrícoles que ocupaven un total de 1.539 hectàrees.

## Equipaments sanitaris i escolars
El 2009 hi havia una escola maternal integrada dins d'un grup escolar amb les comunes properes formant una escola dispersa.

## Poblacions més properes
El següent diagrama mostra les poblacions més properes.